# 후인티타인투이 (모델)
후인티타인투이(베트남어: Huỳnh Thị Thanh Thủy, 2002년 7월 1일 ~ )는 베트남의 모델이자 미인 대회 우승자이다. 2024년 미스 인터내셔널에서 우승을 차지했다.